# Coven
 (décembre 2018).
Si vous disposez d'ouvrages ou d'articles de référence ou si vous connaissez des sites web de qualité traitant du thème abordé ici, merci de compléter l'article en donnant les références utiles à sa vérifiabilité et en les liant à la section « Notes et références ».
Ne pas confondre avec Coven (groupe) et Convent.

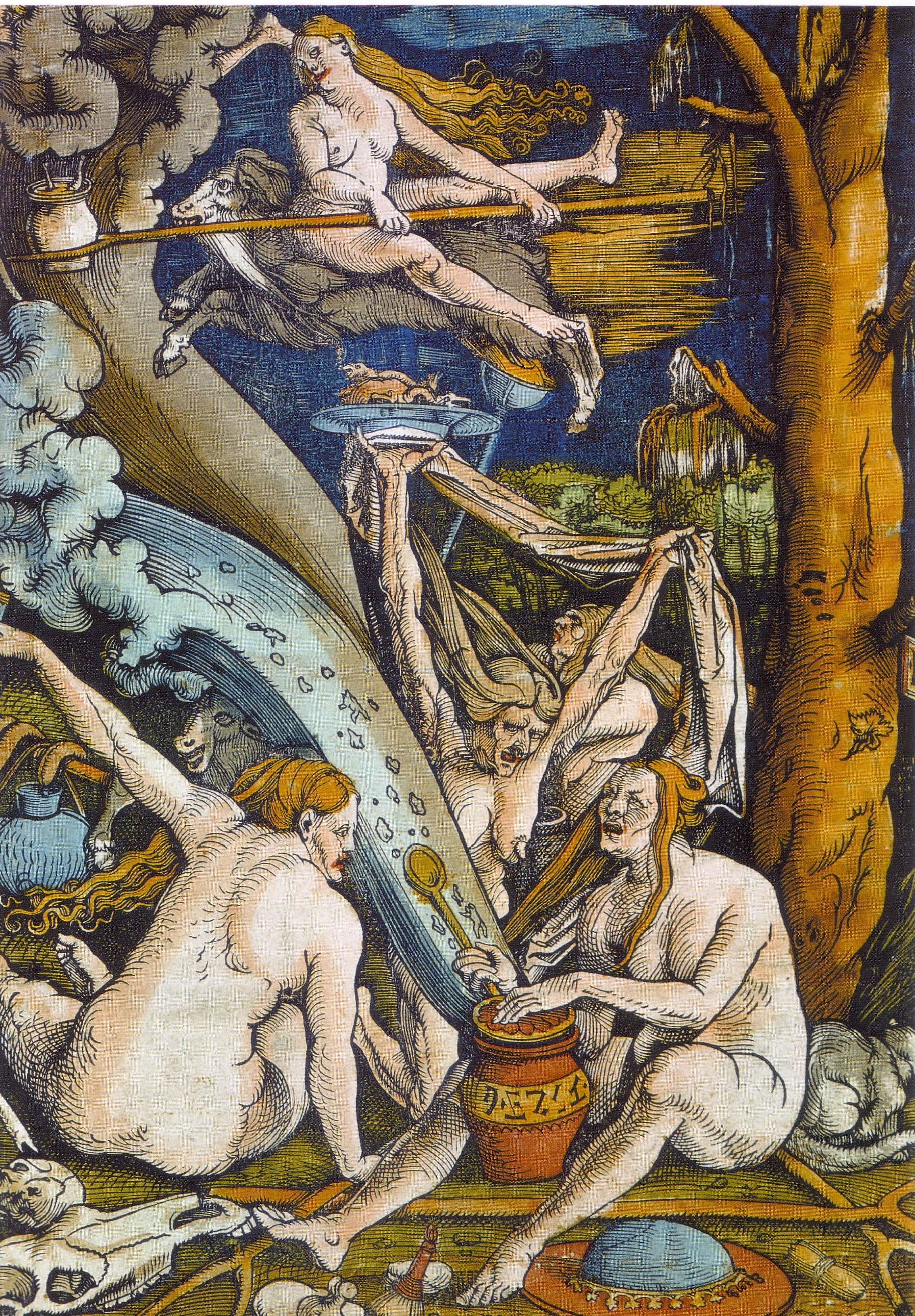
Sorcières, gravure sur bois de Hans Baldung.

Un coven (mot anglais) désigne, dans le contexte du néopaganisme anglo-saxon, une réunion de sorcières, ou par métonymie leur lieu de réunion habituel.

## Origines
Le vieux français covent, qui désignait un couvent, une maison religieuse, vient du verbe latin convenio qui signifie « être ensemble » ou « se rassembler », et est aussi à l'origine du verbe anglais convene. Le terme anglais  covent désignait vers 1500 toute forme de rassemblements ou d'assemblées; son association au culte de la sorcellerie apparaît en Écosse vers 1660: Isobel Gowdie,  lors de son procès en sorcellerie en 1662, confesse être membre d'un « coven au service du diable ».

## Usage moderne
La popularisation du terme, dans son acception moderne, revient pour certains à Sir Walter Scott grâce à Letters on Demonology and Witchcraft (1830), et pour d'autres à Margaret Murray, laquelle prétendit en 1921 que, depuis la nuit des temps les adeptes du culte de Diane, connues sous le terme populaire de sorcières à travers l'Europe, étaient organisées en groupes de 13 membres, appelés covens. Elle ne parvint pas à prouver que le terme fut utilisé en dehors d'Écosse lors de la vague des procès en sorcellerie. 
Gerald Gardner adopta ce terme quand il élabora le folklore de la néo-sorcellerie Wicca. 
À notre époque, un Coven Wicca est considéré comme une petite société secrète véhiculant les croyances sorcières établies dans une religion et dans laquelle on y partage des connaissances théoriques et pratiques sur les arts de la magie et de la sorcellerie.